# Luccas Claro
Luccas Claro dos Santos hay còn gọi Luccas Claro (sinh 2 tháng 10 năm 1991 ở Ribeirão Preto, Brasil) là một cầu thủ bóng đá Brasil thi đấu ở vị trí hậu vệ cho Gençlerbirliği ở Süper Lig.

## Sự nghiệp
Luccas Claro bắt đầu sự nghiệp bóng đá ở Coritiba, và rời câu lạc bộ sau khi hợp đồng hết hạn vào tháng 12 năm 2016.

## Danh hiệu
- Campeonato Paranaense: 2011, 2012, 2013